# Biellese 1902
Maillots
Actualités
Dernière mise à jour : 17 janvier 2025.
La Biellese 1902, ou plus simplement Biellese est un club italien de football fondé en 1902 et basé à Biella dans la province éponyme.

## Historique
- 1902 - Fondation du club sous le nom de l'Unione Sportiva Biellese.
- 1919 : Fusion avec le C.S. Veloces.
- 1930 : Renommage en A.S. Biellese
- 1993 : Radiation du club. Le F.C. Vigliano devient le F.C. Biellese-Vigliano
- 1997 : Nouveau nom : Biellese F.C.
  - 1997 - 2001 : Serie C2
- 2001 : Nouveau nom : A.S. Biellese 1902
  - 2001 - 2008 : Serie C2
  - 2007 : Relégation en Serie D
  - 2007-09 : Serie D
  - 2009 : Renonce à la Ligue Pro Deuxième Division et s'inscrit en Excellence pour difficulté économique
- 2010 : Refondation du club
  - 2016 : Renommage en A.S.D. La Biellese
  - 2021 : Renommage en A.S.D. Biellese 1902